# Дейген, Михаил Фёдорович
Михаил Фёдорович (Фаликович) Дейген (18 июня 1918 — 10 ноября 1977) — советский физик, член-корреспондент АН УССР с 1967 года.

## Биография
Родился в Проскурове, в семье инженера-связиста Фалика Ахиезеровича (в быту Фёдора Александровича) Дейгена, уроженца Могилёва-Подольского, выпускника Тулузского университета. Племянник доктора медицинских наук Иона Лазаревича Дегена, хирурга-ортопеда и писателя.
Член КПСС с 1945. Окончил Киевский университет в 1940 году.
Михаил Дейген — один из организаторов Института полупроводников АН УССР, где с 1960 возглавлял отдел радиоспектроскопии твёрдого тела.
Научные труды — в области электронной теории кристаллов, теории электронного парамагнитного, двойного электронно-ядерного и параэлектрического резонансов. Ввёл понятия «деформационный потенциал» и «конденсационный эффект» в теорию твёрдого тела.
Умер в Киеве. Похоронен на Байковом кладбище.

## Из библиографии
- Электрические эффекты в радиоспектроскопии : Электрон., парамагнит., двойной электрон.-ядер. и параэлектр. резонансы / М. Д. Глинчук, В. Г. Грачёв, М. Ф. Дейген и др.]; Под общ. ред. М. Ф. Дейгена. — М.: Наука, 1981. — 332 с. : ил.

## Семья
- Жена — Дора Яковлевна Дейген (урождённая Хинчина, 1918—2013), первым браком замужем за литературоведом Я. И. Гордоном (1913—1998). Её сестра — Лия Яковлевна Хинчин (1914—1988), музыковед, музыкальный педагог.
  - Приёмный сын — Александр Яковлевич Гордон (род. 1947), профессор физики Хайфского университета, литератор.